# فینال‌های بی‌ای‌ای ۱۹۴۷
فینال‌های بی‌ای‌ای ۱۹۴۷ سری بازی‌های مرحلهٔ قهرمانی برای تعیین قهرمان نخستین فصل مسابقات اتحادیهٔ بسکتبال آمریکا (BAA) بود. تیم‌های فیلادلفیا واریرز از بخش شرقی و شیکاگو استگز از بخش غربی برای تعیین نخستین قهرمان بی‌ای‌ای برابر هم قرار گرفتند که فیلادلفیا از مزیت بازی‌های خانگی بیشتر برخوردار بود. جو فوکس، از وارد شوندگان به تالار مشاهیر، در این سری برای واریرز بازی کرد.

## پیش زمینه
فیلادلفیا قهرمان بخش شرقی نبود اما با برتری در دور حذفی چهار–تیمی که میان تیم‌های نایب قهرمان و سوم دو بخش شرق و غرب برگزار شد، به رقابت پایانی راه پیدا کرد. در همین حال، قهرمانان بخش‌های شرقی و غربی، واشینگتن کاپیتولز و شیکاگو استگز، یک سری بازی طولانی را انجام دادند تا دیگر تیم راه یافته به رقابت پایانی را مشخص کنند، بازی‌ها به صورت بهترین از ۷ (۴ از ۷) بود که شیکاگو ۴–۲ برنده شد. در جدول نائب قهرمان‌ها و تیم‌های سوم، فیلادلفیا و نیویورک از شرق ابتدا سنت لوئیس و کلیولند ربلز از غرب را حذف کردند، سپس برابر هم قرار گرفتند که تمامی این دیدارها به صورت بهترین از سه به انجام رسیدند. این شکل برگزاری در سال ۱۹۴۸ نیز تکرار شد و قهرمان دیگری از گروه نائب قهرمان‌ها معرفی شد.
پنج بازی از سری پایانی در هفت روز انجام شد، و هیچ روز تعطیلی بین بازی‌های انجام شده در یک شهر وجود نداشت (دو بازی طی دو روز پیاپی). قهرمان‌های بخش شرق و غرب، واشینگتن و شیکاگو شش بازی از سری نیمه‌نهایی خود را از ۲ تا ۱۳ آوریل انجام داده بودند، با این حال آن‌ها نیز هیچ روز تعطیلی بین بازی‌های متوالی در یک شهر نداشتند (دو بازی در دو روز پیاپی). در مجموع، تمام رقابت‌های دور حذفی ۲۰ روز به طول انجامید.

## خلاصه سری
| بازی   | تاریخ    | تیم میزبان | نتیجه | تیم مهمان |
| ------ | -------- | ---------- | ----- | --------- |
| بازی ۱ | ۱۷ آوریل | فیلادلفیا  | ۷۱–۸۴ | شیکاگو    |
| بازی ۲ | ۱۸ آوریل | فیلادلفیا  | ۷۴–۸۵ | شیکاگو    |
| بازی ۳ | ۱۹ آوریل | شیکاگو     | ۷۵–۷۲ | فیلادلفیا |
| بازی ۴ | ۲۰ آوریل | شیکاگو     | ۷۳–۷۴ | فیلادلفیا |
| بازی ۵ | ۲۲ آوریل | فیلادلفیا  | ۸۰–۸۳ | شیکاگو    |

واریرز برندهٔ سری ۴–۱